# Combretum zeyheri
Espèce
Classification phylogénétique

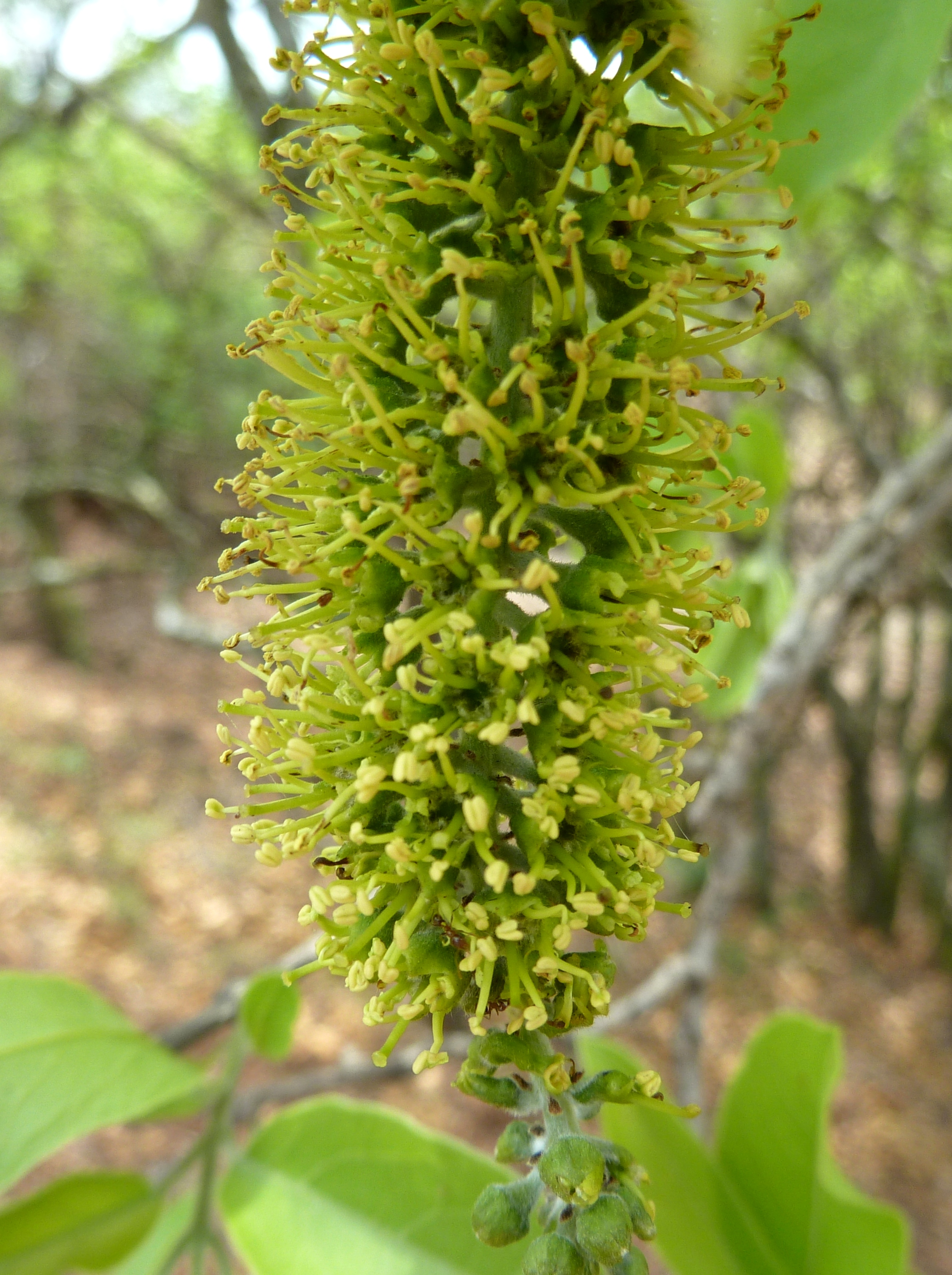
Inflorescence

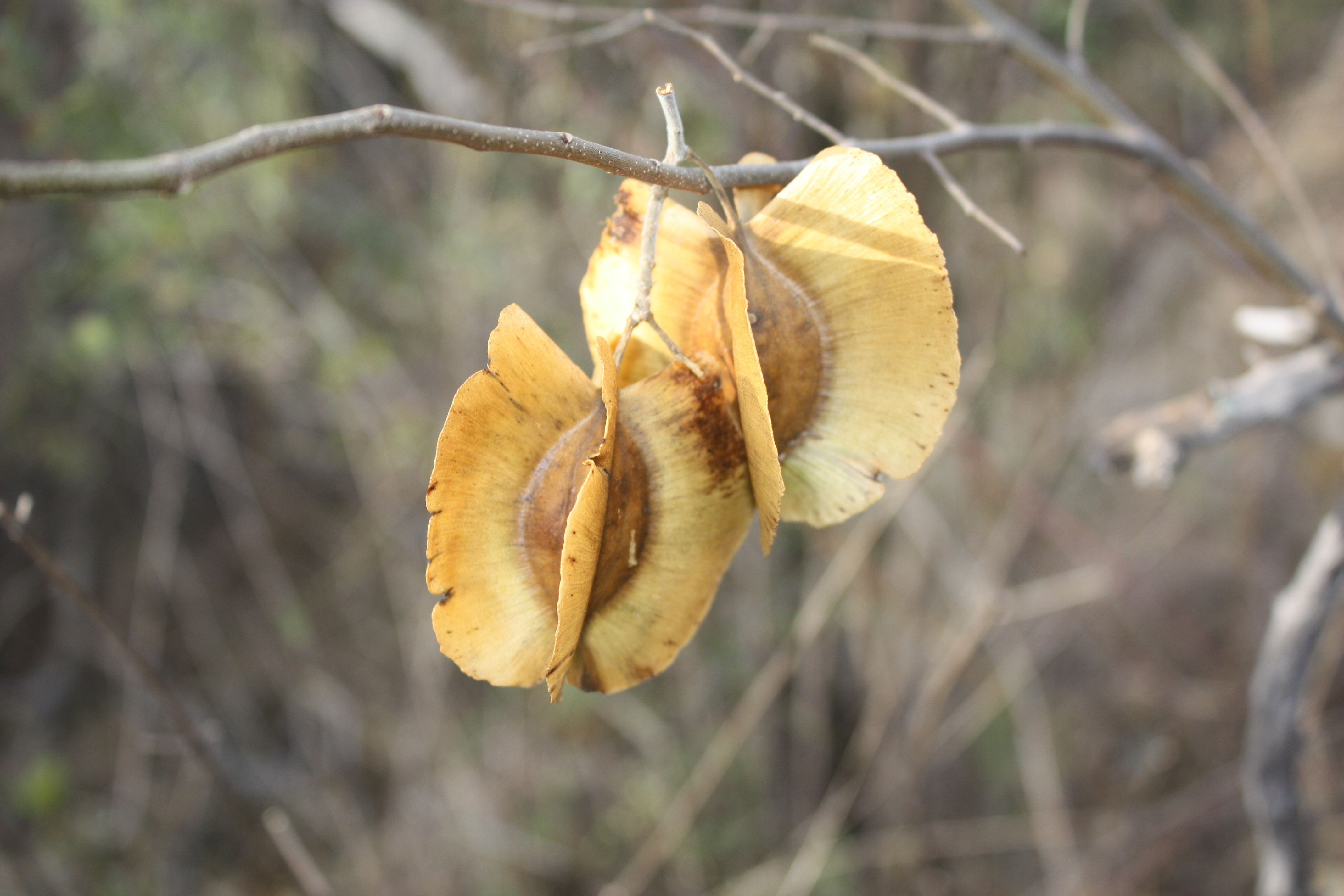
samares

Combretum zeyheri, le saule buisson à gros fruits, ou saule buisson de Zeyher, est une espèce de plantes à fleurs de la famille des Combretaceae. C'est un arbre trouvé en Afrique tropicale.

## Habitat
On le trouve généralement sur les sols acides ou sablonneux des savanes tropicales africaines,.

## Synonymes
- Combretum antunesii Engl. & Diels
- Combretum bragae Engl.
- Combretum calocarpum Gilg ex Suess.
- Combretum dilembense De Wild.
- Combretum glandulosum F.Hoffm.
- Combretum lopolense Engl. & Diels
- Combretum oblongum F.Hoffm.
- Combretum odontopetalum Engl. & Diels
- Combretum platycarpum Engl. & Diels
- Combretum sankisiense De Wild.
- Combretum sinuatipetalum De Wild.
- Combretum teuszii Engl. & Diels
- Combretum tinctorum Welw. ex M.A.Lawson

## Description
C'est un arbre de taille petite à moyenne. Ses fruits sont des samares.

## Utilisation
Ses racines sont utilisées comme matériau pour la fabrication de paniers. C'est aussi une médecine traditionnelle pour les hémorroïdes.

### Archéologie
La Structure de Kalambo est la plus ancienne structure en bois connue, datant d’il y a environ 476 000 ans, elle est constituée de deux rondins de bois imbriqués et reliés par une encoche. Ces rondins proviennent d’un saule buissonneux à gros fruits. Elle est située près des aux chutes de Kalambo, en Zambie.